# 新潟県道188号五泉安田線

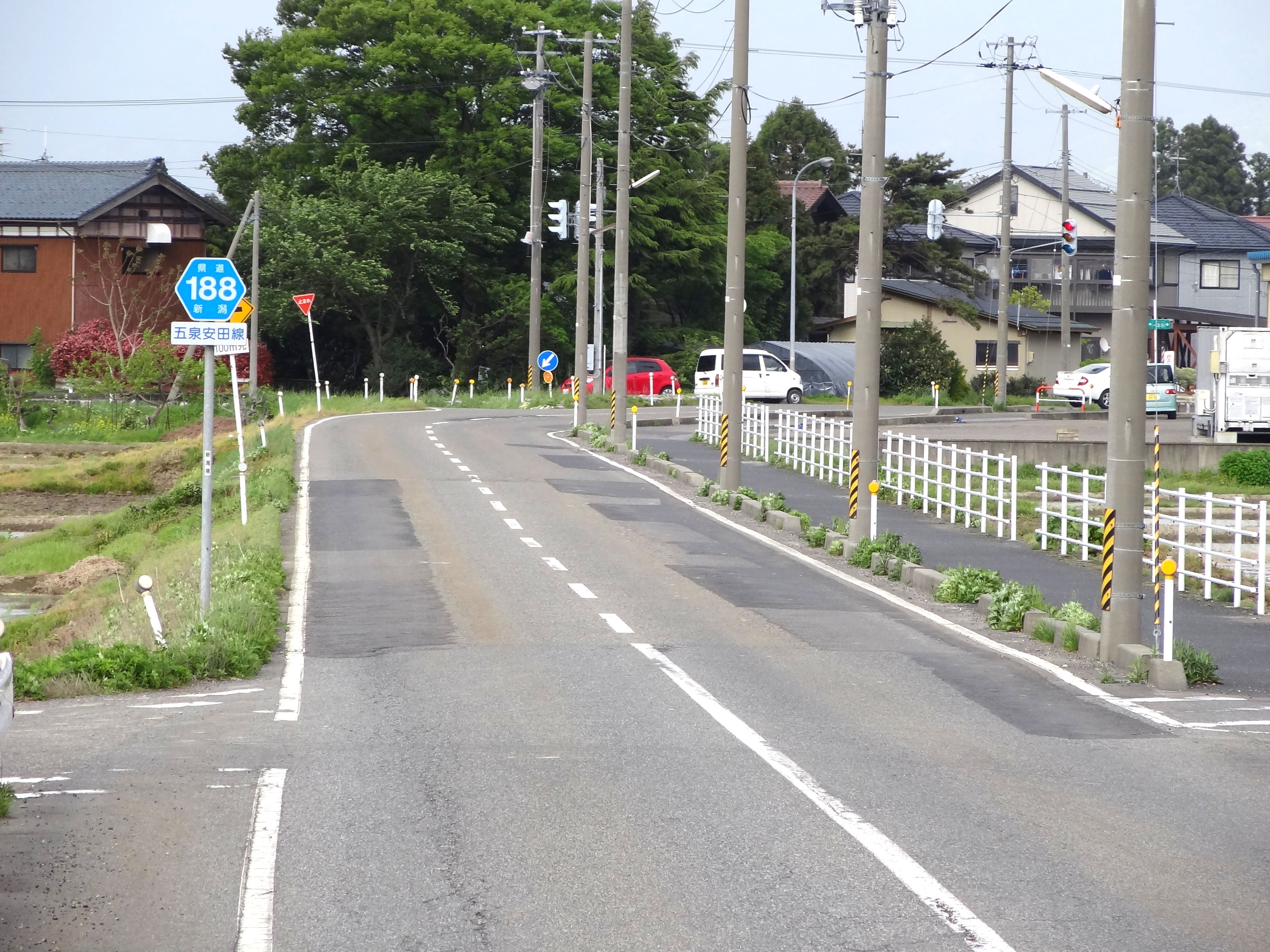
五泉市一本杉付近

新潟県道188号五泉安田線（にいがたけんどう188ごう ごせんやすだせん）は、新潟県五泉市から同県阿賀野市に至る一般県道である。

## 概要

### 路線データ
- 起点：新潟県五泉市三本木2丁目（新潟県道7号新津村松線交点）
- 終点：新潟県阿賀野市保田字上野林（新潟県道55号新潟五泉間瀬線交点）

## 通過する自治体
- 新潟県
  - 五泉市 - 阿賀野市

## 接続する道路
- 新潟県道7号新津村松線（起点：三本木交差点）
- 五泉市道（五泉市高山）

この間未開通
- 阿賀野市道（阿賀野市保田）
- 国道49号（若松街道）(保田(片町)交差点)
- 新潟県道27号新潟安田線（同）
- 新潟県道590号保田寺社線（庵地交差点）
- 新潟県道55号新潟五泉間瀬線（終点：かがやき交差点）

バイパス（五泉市一本杉地内）
- 五泉市道（五泉市一本杉）

## 周辺
- 磐越自動車道 五泉パーキングエリア
- JR磐越西線 北五泉駅
- 五泉市消防本部 五泉市消防署
- 阿賀野市役所 安田支所
- 新潟県立五泉高等学校
- 五泉市立五泉北中学校
- 安田郵便局
- 新潟県東部産業団地
- キューピット 五泉店
- 真電 五泉店
- 洋服の青山 五泉店
- ひらせいホームセンター 安田店
- コメリハードアンドグリーン 安田店
- ウィンディ（ショッピングセンター）
  - 清水フードセンター 安田キッド
- 阿賀野川

## その他
- 路線名の「安田」は、終点付近の旧自治体名（新潟県北蒲原郡安田町）に由来する。